# Kajakarstwo na Letnich Igrzyskach Olimpijskich 2012 – kwalifikacje

## Podsumowanie kwalifikacji
| Kraj              | Kajakarstwo górskie | Kajakarstwo górskie | Kajakarstwo górskie | Kajakarstwo górskie | Kajakarstwo klasyczne | Kajakarstwo klasyczne | Kajakarstwo klasyczne | Kajakarstwo klasyczne | Kajakarstwo klasyczne | Kajakarstwo klasyczne | Kajakarstwo klasyczne | Kajakarstwo klasyczne | Kajakarstwo klasyczne | Kajakarstwo klasyczne | Kajakarstwo klasyczne | Kajakarstwo klasyczne | Razem | Razem     |
| Kraj              | K1 M                | C1 M                | C2 M                | K1 K                | Mężczyźni             | Mężczyźni             | Mężczyźni             | Mężczyźni             | Mężczyźni             | Mężczyźni             | Mężczyźni             | Mężczyźni             | Kobiety               | Kobiety               | Kobiety               | Kobiety               | Załóg | Kajakarzy |
| Kraj              | K1 M                | C1 M                | C2 M                | K1 K                | K1 200                | K1 1000               | K2 200                | K2 1000               | K4 1000               | C1 200                | C1 1000               | C2 1000               | K1 200                | K1 500                | K2 500                | K4 500                | Załóg | Kajakarzy |
| ----------------- | ------------------- | ------------------- | ------------------- | ------------------- | --------------------- | --------------------- | --------------------- | --------------------- | --------------------- | --------------------- | --------------------- | --------------------- | --------------------- | --------------------- | --------------------- | --------------------- | ----- | --------- |
| Angola            |                     |                     |                     |                     |                       |                       |                       |                       |                       |                       |                       | X                     |                       |                       |                       |                       | 1     | 2         |
| Argentyna         |                     |                     |                     |                     | X                     |                       | X                     |                       |                       |                       |                       |                       |                       |                       |                       |                       | 2     | 2         |
| Australia         | X                   | X                   | X                   | X                   | X                     |                       | X                     |                       | X                     | X                     |                       | X                     | X                     | X                     | X                     | X                     | 13    | 23        |
| Austria           | X                   |                     |                     | X                   |                       |                       |                       |                       |                       |                       |                       |                       |                       |                       | X                     |                       | 3     | 4         |
| Azerbejdżan       |                     |                     |                     |                     |                       |                       |                       |                       |                       | X                     |                       | X                     |                       |                       |                       |                       | 2     | 3         |
| Białoruś          |                     |                     |                     |                     |                       | X                     | X                     |                       |                       | X                     | X                     | X                     |                       |                       |                       | X                     | 6     | 11        |
| Belgia            | X                   |                     |                     |                     |                       |                       |                       | X                     |                       |                       |                       |                       |                       |                       |                       |                       | 2     | 3         |
| Brazylia          |                     |                     |                     | X                   |                       |                       |                       |                       |                       |                       |                       | X                     |                       |                       |                       |                       | 2     | 3         |
| Bułgaria          |                     |                     |                     |                     |                       | X                     |                       |                       |                       |                       |                       |                       |                       |                       |                       |                       | 1     | 1         |
| Chiny             | X                   | X                   | X                   | X                   | X                     |                       |                       |                       | X                     |                       | X                     | X                     |                       | X                     | X                     | X                     | 11    | 19        |
| Czechy            | X                   | X                   | X                   | X                   |                       |                       |                       |                       | X                     |                       |                       | X                     |                       |                       |                       |                       | 6     | 11        |
| Dania             |                     |                     |                     |                     | X                     |                       |                       |                       | X                     |                       |                       |                       |                       | X                     |                       |                       | 3     | 6         |
| Ekwador           |                     |                     |                     |                     | X                     |                       |                       |                       |                       |                       |                       |                       |                       |                       |                       |                       | 1     | 1         |
| Finlandia         |                     |                     |                     |                     |                       |                       |                       |                       |                       |                       |                       |                       | X                     | X                     |                       |                       | 2     | 2         |
| Francja           | X                   | X                   | X                   | X                   | X                     |                       | X                     |                       |                       |                       |                       |                       |                       |                       |                       | X                     | 7     | 12        |
| Hiszpania         | X                   | X                   |                     | X                   |                       |                       |                       |                       |                       | X                     | X                     |                       | X                     |                       |                       |                       | 6     | 6         |
| Iran              |                     |                     |                     |                     |                       | X                     |                       |                       |                       |                       |                       |                       | X                     |                       |                       |                       | 2     | 2         |
| Japonia           | X                   | X                   |                     | X                   |                       |                       | X                     |                       |                       |                       |                       |                       | X                     | X                     | X                     |                       | 7     | 7         |
| Kanada            | X                   |                     |                     |                     | X                     | X                     |                       | X                     |                       | X                     | X                     |                       |                       |                       |                       |                       | 6     | 7         |
| Kazachstan        |                     | X                   |                     |                     |                       |                       |                       | X                     |                       | X                     |                       |                       |                       | X                     |                       |                       | 4     | 5         |
| Kuba              |                     |                     |                     |                     |                       | X                     |                       |                       |                       |                       |                       | X                     | X                     |                       | X                     |                       | 4     | 6         |
| Litwa             |                     |                     |                     |                     |                       |                       |                       |                       |                       | X                     |                       |                       |                       |                       |                       |                       | 1     | 1         |
| Łotwa             |                     |                     |                     |                     |                       |                       | X                     |                       |                       |                       |                       |                       |                       |                       |                       |                       | 1     | 2         |
| Maroko            |                     |                     |                     | X                   |                       |                       |                       |                       |                       |                       |                       |                       |                       |                       |                       |                       | 1     | 1         |
| Meksyk            |                     |                     |                     |                     |                       |                       |                       |                       |                       |                       | X                     |                       |                       |                       |                       |                       | 1     | 1         |
| Niemcy            | X                   | X                   | X                   | X                   | X                     | X                     | X                     | X                     | X                     |                       |                       | X                     | X                     | X                     | X                     | X                     | 14    | 20        |
| Nigeria           | X                   |                     |                     |                     |                       |                       |                       |                       |                       |                       |                       |                       |                       |                       |                       |                       | 1     | 1         |
| Norwegia          |                     |                     |                     |                     |                       | X                     |                       |                       |                       |                       |                       |                       |                       |                       |                       |                       | 1     | 1         |
| Nowa Zelandia     | X                   |                     |                     | X                   |                       | X                     |                       | X                     |                       |                       |                       |                       | X                     | X                     | X                     |                       | 7     | 9         |
| Polska            | X                   | X                   | X                   | X                   | X                     |                       |                       |                       |                       | X                     |                       |                       | X                     |                       | X                     |                       | 8     | 10        |
| Portugalia        |                     |                     |                     |                     |                       | X                     |                       |                       |                       |                       |                       |                       | X                     | X                     |                       | X                     | 4     | 5         |
| Południowa Afryka |                     | X                   |                     |                     | X                     |                       |                       |                       |                       |                       | X                     |                       | X                     | X                     |                       |                       | 5     | 5         |
| Rosja             |                     |                     | X                   | X                   | X                     |                       |                       | X                     | X                     | X                     | X                     | X                     | X                     |                       | X                     | X                     | 11    | 17        |
| Rumunia           |                     |                     |                     |                     |                       |                       | X                     |                       | X                     |                       |                       | X                     |                       |                       | X                     |                       | 4     | 10        |
| Samoa             |                     |                     |                     |                     |                       |                       |                       |                       |                       |                       | X                     |                       |                       |                       |                       |                       | 1     | 1         |
| Serbia            |                     |                     |                     |                     |                       | X                     |                       |                       | X                     |                       |                       |                       |                       |                       |                       | X                     | 3     | 9         |
| Słowacja          |                     | X                   | X                   | X                   |                       |                       |                       | X                     | X                     |                       |                       |                       |                       |                       | X                     |                       | 6     | 11        |
| Słowenia          | X                   | X                   | X                   | X                   |                       |                       |                       |                       |                       |                       |                       |                       | X                     |                       |                       |                       | 5     | 6         |
| Stany Zjednoczone | X                   | X                   | X                   | X                   | X                     |                       |                       |                       |                       |                       |                       |                       |                       | X                     |                       |                       | 6     | 7         |
| Szwajcaria        | X                   |                     |                     |                     |                       |                       |                       |                       |                       |                       |                       |                       |                       |                       |                       |                       | 1     | 1         |
| Szwecja           |                     |                     |                     |                     |                       | X                     |                       | X                     |                       |                       |                       |                       | X                     |                       |                       |                       | 3     | 4         |
| Tajlandia         | X                   |                     |                     |                     |                       |                       |                       |                       |                       |                       |                       |                       |                       |                       |                       |                       | 1     | 1         |
| Tunezja           |                     |                     |                     |                     |                       | X                     |                       |                       |                       | X                     |                       |                       |                       | X                     |                       |                       | 3     | 3         |
| Ukraina           |                     |                     |                     |                     |                       |                       |                       |                       |                       | X                     |                       |                       | X                     | X                     |                       |                       | 3     | 2         |
| Uzbekistan        |                     |                     |                     |                     |                       |                       |                       |                       |                       |                       | X                     |                       |                       | X                     | X                     |                       | 3     | 3         |
| Wielka Brytania   | X                   | X                   | X                   | X                   | X                     | X                     | X                     |                       |                       |                       | X                     |                       | X                     | X                     |                       | X                     | 11    | 14        |
| Węgry             |                     |                     |                     |                     | X                     |                       |                       | X                     | X                     |                       | X                     |                       | X                     | X                     | X                     | X                     | 8     | 14        |
| Włochy            | X                   |                     |                     | X                   |                       |                       |                       |                       |                       |                       |                       |                       |                       | X                     |                       |                       | 3     | 3         |
| Wyspy Cooka       |                     |                     |                     | X                   |                       |                       |                       |                       |                       |                       |                       |                       |                       |                       |                       |                       | 1     | 1         |
| Razem: 49 krajów  | 19                  | 14                  | 11                  | 19                  | 14                    | 13                    | 9                     | 9                     | 10                    | 11                    | 11                    | 11                    | 17                    | 17                    | 13                    | 10                    | 208   | 298       |

## Kajakarstwo górskie

### Zawody kwalifikacyjne
| Zawody                                         | Data przeprowadzenia | Miejsce       |
| ---------------------------------------------- | -------------------- | ------------- |
| Mistrzostwa Świata w Kajakarstwie Górskim 2011 | 7 - 11 września 2011 | Bratysława    |
| Mistrzostwa Azji                               | 16 - 18 grudnia 2011 | Miyi          |
| Mistrzostwa Afryki                             | 3 - 4 lutego 2012    | Bethlehem     |
| Mistrzostwa Oceanii                            | 24 - 26 lutego 2012  | Penrith       |
| Mistrzostwa Ameryki                            | 10 - 11 marca 2012   | Foz do Iguaçu |
| Mistrzostwa Europy                             | 11 - 15 maja 2012    | Augsburg      |

### Zakwalifikowani
| Zawody              | K1 Mężczyźni | C1 Mężczyźni                                                                                             | C2 Mężczyźni                                                                       | K1 Kobiety |
| ------------------- | --- | --- | ---------------------------------------------------------------------------------- | --- |
| Mistrzostwa Świata  | Francja · Słowenia · Niemcy · Czechy · Włochy · Polska · Belgia · Hiszpania · Szwajcaria · Stany Zjednoczone · Nowa Zelandia · Austria · Japonia · Wielka Brytania · Chiny | Czechy · Niemcy · Słowacja · Hiszpania · Francja · Japonia · Chiny · Polska · Wielka Brytania · Słowenia | Francja · Słowacja · Rosja · Słowenia · Wielka Brytania · Polska · Czechy · Niemcy | Hiszpania · Austria · Czechy · Słowacja · Wielka Brytania · Polska · Rosja · Słowenia · Niemcy · Francja · Australia · Włochy · Chiny · Nowa Zelandia · Stany Zjednoczone |
| Mistrzostwa Azji    | Tajlandia | Kazachstan                                                                                               | Chiny                                                                              | Japonia |
| Mistrzostwa Afryki  | Nigeria | Południowa Afryka                                                                                        | —                                                                                  | Maroko |
| Mistrzostwa Oceanii | Australia | Australia                                                                                                | Australia                                                                          | Wyspy Cooka |
| Mistrzostwa Ameryki | Kanada | Stany Zjednoczone                                                                                        | Stany Zjednoczone                                                                  | Brazylia |
| Mistrzostwa Europy  | 2 załogi | 2 załogi                                                                                                 | 1 załoga                                                                           | 2 załogi |
| Razem               | 21 | 16 | 12                                                                                 | 21 |

## Kajakarstwo klasyczne

### Zawody kwalifikacyjne
| Zawody                                 | Data przeprowadzenia      | Miejsce     |
| -------------------------------------- | ------------------------- | ----------- |
| Mistrzostwa Świata w Kajakarstwie 2011 | 17 - 21 sierpnia 2011     | Segedyn     |
| Mistrzostwa Afryki                     | 9 - 10 września 2011      | Maputo      |
| Mistrzostwa Azji                       | 13 - 16 października 2011 | Teheran     |
| Mistrzostwa Oceanii                    | 24 - 26 lutego 2012       | Penrith     |
| Igrzyska Panamerykańskie 2011          | 26 - 29 2011              | Guadalajara |
| Europejski Turniej Kwalifikacyjny      | 16 - 17 maja 2012         | Poznań      |

### Zakwalifikowani
| Konkurencja | Mistrzostwa Świata 2011 | Kwalifikacje kontynentalne | Kwalifikacje kontynentalne    | Kwalifikacje kontynentalne   | Kwalifikacje kontynentalne | Kwalifikacje kontynentalne | Razem |
| M Kajaki    | Mistrzostwa Świata 2011 | Europa                     | Ameryka                       | Azja                         | Afryka                     | Oceania                    | Razem |
| ----------- | --- | -------------------------- | ----------------------------- | ---------------------------- | -------------------------- | -------------------------- | ----- |
| K1 200m     | Polska · Wielka Brytania · Niemcy · Francja · Rosja · Kanada · Ekwador · Węgry · Dania                                                          | 2                          | Argentyna · Stany Zjednoczone | Chiny                        | Południowa Afryka          | Australia                  | 14 +2 |
| K1 1000m    | Kanada · Szwecja · Norwegia · Niemcy · Białoruś · Serbia · Bułgaria · Portugalia · Wielka Brytania                                              | 2                          | Kuba                          | Iran                         | Tunezja                    | Nowa Zelandia              | 14 +1 |
| K2 200m     | Francja · Wielka Brytania · Białoruś · Rumunia · Niemcy · Łotwa                                                                                 | 1                          | Argentyna                     | Japonia                      | —                          | Australia                  | 10    |
| K2 1000m    | Słowacja · Szwecja · Rosja · Belgia · Niemcy · Węgry                                                                                            | 1                          | Kanada                        | Kazachstan                   | —                          | Nowa Zelandia              | 10    |
| K4 1000m    | Niemcy · Australia · Rosja · Słowacja · Rumunia · Czechy · Węgry · Serbia · Dania · Chiny                                                       | —                          | —                             | —                            | —                          | —                          | 10    |
| Konkurencja | Mistrzostwa Świata 2011 | Kwalifikacje kontynentalne | Kwalifikacje kontynentalne    | Kwalifikacje kontynentalne   | Kwalifikacje kontynentalne | Kwalifikacje kontynentalne | Razem |
| M Kanadyjki | Mistrzostwa Świata 2011 | Europa                     | Ameryka                       | Azja                         | Afryka                     | Oceania                    | Razem |
| C1 200m     | Azerbejdżan · Rosja · Hiszpania · Ukraina · Litwa · Białoruś · Polska                                                                           | 2                          | Kanada                        | Kazachstan                   | Tunezja                    | Australia                  | 13    |
| C1 1000m    | Węgry · Hiszpania · Uzbekistan · Białoruś · Kanada · Rosja · Wielka Brytania                                                                    | 2                          | Meksyk                        | Chiny                        | Południowa Afryka          | Samoa                      | 13    |
| C2 1000m    | Niemcy · Azerbejdżan · Rumunia · Czechy · Rosja · Białoruś · Kuba                                                                               | 1                          | Brazylia                      | Chiny                        | Angola                     | Australia                  | 12    |
| Konkurencja | Mistrzostwa Świata 2011 | Kwalifikacje kontynentalne | Kwalifikacje kontynentalne    | Kwalifikacje kontynentalne   | Kwalifikacje kontynentalne | Kwalifikacje kontynentalne | Razem |
| Kobiety     | Mistrzostwa Świata 2011 | Europa                     | Ameryka                       | Azja                         | Afryka                     | Oceania                    | Razem |
| K1 200m     | Nowa Zelandia · Polska · Ukraina · Japonia · Portugalia · Wielka Brytania · Rosja · Węgry · Hiszpania · Niemcy · Finlandia · Słowenia · Szwecja | 2                          | Kuba                          | Iran                         | Południowa Afryka          | Australia                  | 14 +5 |
| K1 500m     | Niemcy · Węgry · Ukraina · Kazachstan · Australia · Portugalia · Włochy · Dania · Finlandia · Południowa Afryka · Wielka Brytania               | 2                          | Stany Zjednoczone             | Chiny · Japonia · Uzbekistan | Tunezja                    | Nowa Zelandia              | 14 +5 |
| K2 500m     | Austria · Niemcy · Polska · Węgry · Chiny · Rumunia · Rosja · Słowacja · Nowa Zelandia                                                          | 1                          | Kuba                          | Japonia · Uzbekistan         | —                          | Australia                  | 10 +4 |
| K4 500m     | Węgry · Niemcy · Białoruś · Wielka Brytania · Australia · Rosja · Portugalia · Francja · Serbia · Chiny                                         | —                          | —                             | —                            | —                          | —                          | 10    |